# Clathria macropora
Clathria macropora är en svampdjursart som beskrevs av Lendenfeld 1888. Clathria macropora ingår i släktet Clathria och familjen Microcionidae. Inga underarter finns listade i Catalogue of Life.